# Cúmul de Centaure
El cúmul de Centaure (Abell 3526) és un grup de centenars de galàxies, situades aproximadament 170 milions d'anys llum de distància en la constel·lació de Centaure. La galàxia més brillant membre és la galàxia el·líptica NGC 4696 (~ 11 m). Cúmul de Centaure comparteix el seu supercúmul, el supercúmul Hidra-Centaure, amb el cúmul d'Hidra Abell 3565, Abell 3574 i Abell 3581.

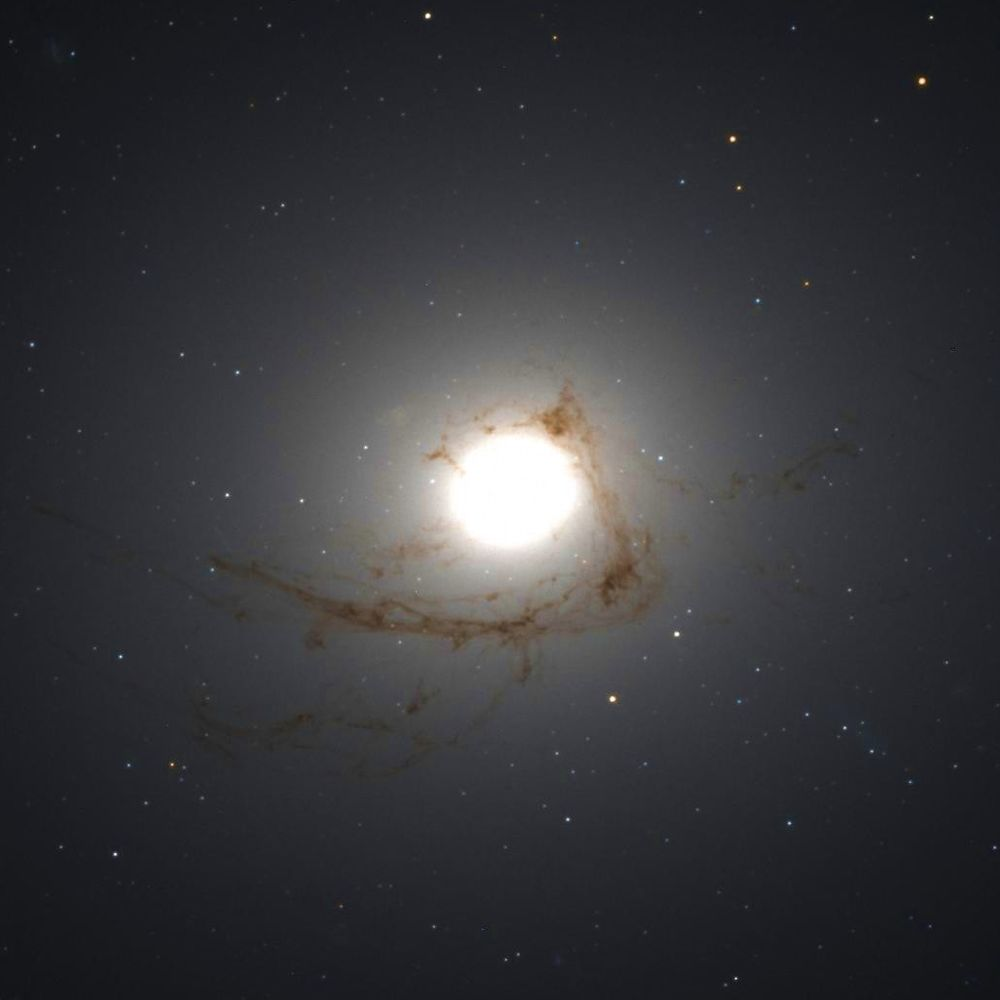
Imatge de la galàxia més gran, NGC 4696 pel HST.

El grup es compon de dos diferents subgrups de galàxies amb diferents velocitats. Cen 30 és el subgrup principal que conté NGC 4696 Cen 45 es mou a 1500 km/s respecte a Cen 30, i es creu que és la fusió amb el grup principal.